# Arctia biddenbrocki
Arctia biddenbrocki är en fjärilsart som beskrevs av No Author Recorded. Arctia biddenbrocki ingår i släktet Arctia och familjen björnspinnare. Inga underarter finns listade i Catalogue of Life.